# Sotbrun barbett
Sotbrun barbett (Caloramphus hayii) är en fågel i familjen asiatiska barbetter inom ordningen hackspettartade fåglar.

## Utseende
Sotbrun barbett är en 17,5 cm lång, kortstjärtad barbet med kraftig näbb och brun ovansida. Den är lik brunbarbetten, som den tidigare behandlades som en del av. Undertill är den dock gulbrun på haka och strupe och ljusgul på buken, medan brunbarbetten är matt rostskär. Vidare är fötterna orangefärgade, ej skärröda.

## Utbredning och systematik
Sotbrun barbett behandlas antingen som monotypisk eller delas in i två underarter med följande utbredning:
- C. h. detersus – förekommer i södra Myanmar och angränsande södra Thailand, så långt söderut som till Trang.
- C. h. hayii – förekommer på Malackahalvön och Sumatra

Tidigare betraktades den vara en underart till brunbarbett (C. fuliginosus) och vissa gör det fortfarande.

## Status
I utbredningsområdet för sotbrun barbett har habitatförlusten varit omfattande, vilket tros påverka beståndet så pass att internationella naturvårdsunionen IUCN listar arten som nära hotad.